# Ace Combat Xi: Skies of Incursion
Ace Combat Xi: Skies of Incursion (エースコンバットXi, Ēsu Conbatto Irebun) é um jogo eletrônico de simulação de combate aéreo desenvolvido e publicado pela Namco Bandai Games. É um título derivado da série Ace Combat e uma prequela de Ace Combat X: Skies of Deception, tendo sido lançado exclusivamente para dispositivos iOS em 3 de dezembro de 2009. A história se passa no mundo ficcional de Strangereal e acompanha os esforços da Força Aérea Aureliana durante os estágios iniciais de uma guerra contra seu vizinho Leasath. A jogabilidade envolve o jogador usar o sensor de movimento do celular para controlar a movimentação da aeronave e a tela tátil para utilizar armas e selecionar diferentes alvos.

## Jogabilidade

Imagem da jogabilidade de Ace Combat Xi: Skies of Incursion

O movimento da aeronave é realizado ao inclinar o dispositivo eletrônico em diferentes direções. Por exemplo, para fazer a aeronave subir ou descer é necessário inclinar o dispositivo para cima ou para baixo, enquanto viradas para o lado são realizadas inclinando para o lado desejado. O combate ocorre por meio da tela tátil, com os jogadores tocando em diferentes ícones na tela que representam as armas disponíveis, como metralhadoras e mísseis. Os jogadores podem mirar nos inimigos ao tocarem em um ícone de mira. É possível controlar a velocidade da aeronave tocando nos ícones de freio ou impulso. O impulso temporariamente aumenta a velocidade do avião, com ela diminuindo lentamente de volta ao normal assim que o efeito termina, enquanto frear reduz a velocidade; entretanto, frear demais pode fazer a aeronave perder energia e entrar em estol. A câmera de jogo pode ser alterada entre uma visão de perseguição em terceira pessoa ou uma perspectiva em primeira pessoa.

## Enredo
A história se passa pouco antes dos eventos de Ace Combat X: Skies of Deception. No mundo ficcional de Strangereal, a República Popular de Leasath invade sua vizinha República Federal de Aurélia, rapidamente tomando boa parte de seu território. Os aurelianos respondem ordenando que o Esquadrão Falco, uma força área composta por aeronaves experimentais, enfrente as forças aéreas de Leasath. As forças invasoras conseguem conquistar boa parte do território aureliano em seu caminho para tomar a capital Griswall, porém enfrentam grande resistência e derrotas aéreas para o Esquadrão Falco. As forças aurelianas ficam motivadas pelos repetidos sucessos do Esquadrão Falco e começam uma série de contra-ataques bem-sucedidos contra as forças invasoras de Leasath. O alto comando militar de Leasath decide lançar um enorme ataque utilizando sua fortaleza aérea Gandr, porém esta é abatida pelo Esquadrão Falco. Entretanto, o resto das forças militares de Leasath conseguiram destruir um importante base aureliana e conquistar Griswall.

## Lançamento
Skies of Incursion foi revelado oficialmente pela revista japonesa Famitsu em 16 de setembro de 2009. O primeiro demo jogável foi disponibilizado para o público no estande da Namco Bandai Games durante a Tokyo Game Show de 2009. O jogo foi lançado exclusivamente para dispositivos iOS por meio da App Store no dia 3 de dezembro de 2009.